# افسانۀ گلریز
کتاب افسانه گلریز اثر ضیاءالدین نخشبی، شاعر و نویسنده قرن هشتم، اثری عاشقانه است که در سرگذشت معصوم شاه و دختری به نام نوشابه نوشته شده است و به نثری اراسته به اشعار و احادیث و اخبار نگارش یافته و طبعی از آن با مقدمه انگلیسی به سال ۱۹۱۳ در کلکته انجام گرفته است.

## داستان افسانه گلریز
در شهر نخشب پادشاه عادل و نیکوکاری به نام طیفور زندگی میکند که با وجود شوکت و مکنت بسیار صاحب فرزند نمیشود او شب و روز به درگاه خدا مینالد تا اینکه پس از گذشت ایام صاحب پسر زیبایی میشود که نام او را معصوم شام میگذارند. روزی شاهزاده جوان معصوم شاه چشمش به مرغی زیبا می افتد که از پشت بام به او نگاه میکند. زیبایی خیره کننده پرنده ، معصوم شاه را وا می دارد که اورا به دام اندازد.در هنگام تکاپو برای به دام انداختن پرنده، مرواریدی از تاج معصوم شاه بر زمین می افتد و پرنده به ان مروارید توجه نشان می دهد. شاهزاده و اطرافیانش متوجه نسب بلند پرنده می شوند و با گذاشتن مروارید در قفس، اورا در بند میکنند.
پرنده از شدت مهجوری و غربت دانه نمیچیند و معصوم شاه که نگران حال آن پرنده است، یک لحظه از کنار قفس او دور نمی شود. پرنده وقتی مهربانی و لطف شاهزاده را در حق خود مشاهده میکند، به سخن در می اید و به معصوم شاه میگوید که نامش نوشلب و دختر شاه پریان است.

## درون مایه و محتوای داستان
در داستان گلریز درون مایه اصلی داستان، عشق عجب ملک به دختر شاه پریان است. عشق در داستان گلریز عشقی زمینی است اما در کلیت داستان می توان به نیم نگاه نخشبی نسبت به مسائل عرفانی و تمثیلی نیز پی برد.
نخشبی جدای از اندرز ها و نصایح مقطعی ، در پیکر‌ة اصلی داستان نیز اطلاعات ارزشمند دینی و مذهبی آورده است.اعتقاد به تقدیر الهی و توکل به خداوند، عمل در راستای تقدیر، توکل به ذات اقدس الهی برای گره گشایی، عدالت خواهی و دادگستری پادشاهان، شجاعت و رعایت اصول جوانمردی، راز داری ، رعایت عفت و حیا و.... از جمله ارزش هایی است که در این داستان  نمود دارد و در نهایت نیز داستان به نتیجه اخلاقی مثبت و مقبولی ختم میشود .

## سبک و نثر داستان
در برسی ساختاری و شکل صوری اثر، نکته ای که جلب توجه میکند در امیختگی نظم و نثر و قالب های متنوع شعری است که در این اثر به کار گرفته شده است. هرچند بیشتر اشعار در قالب مثنوی سروده شده ولیکن دراثنای داستان به مناسبت و اقتضای مطلب، غزل ، رباعی، دو بیتی و قطعه نیز گنجانده شده است.
نثر این کتاب از لغات ، جملات و عبارات عربی خالی نیست و همین امر تا حدی از روانی و سلامت آن کاسته است. کثرت لغات عربی، استفاده از ایات و احادیث ،اوردن ضرب المثل و اشعار عربی ، در امیختگی نظم و نثر، اطناب و وفور صناعات بدیعی و موسیقایی بودن کلام در این اثر مشاهده میشود.

## عنوان برخی از مطالب کتاب
«در نعمت حضرت سرور کائنات»، «در مذمت فلک و ابنای روزگار» ،«صفت ولادت معصوم شاه» ، «قصه گفتن عجب ملک پیش تخت سپه سالار بحرین» ،«سرود گفتن عجب رود از زبان نوشلب» و«پاسخ دادن نوشلب مر عجب ملک را»

## الهامات
در بافت داستان تأثیرپذیری از داستان های پیشین دیده میشود. ملاقات طبیبان با عجب ملک و گرفتن نبض او و پی بردن به بیماری وی، بی شباهت به داستان«کنیزک و پادشاه» در  مثنوی» نیست. همچنین حوادث و موانعی که سر راه عجب ملک پیش می اید ،مانند طی کردن بیابان مخوف، گذشتن از دریا و جنگیدن با دیو ، یاداور «هفت خان رستم» در «شاهنامه» است. وی در شیوه داستان سرایی نیز متأثر از مولاناست همچنین افسانه گلریز تحت تاثیرکلیله و دمنه ، مقامات حریری  و ادبیات هندی نوشته شده است.